# Иван Антић
Иван Антић (Београд, 3. децембар 1923 — Београд, 25. новембар 2005) био је српски архитекта и академик САНУ и професор Архитектонског факултета у Београду. Један је од водећих послератних архитеката у Југославији.

## Биографија
Студирао је архитектуру у Београду од 1945. до 1950. године. Најпре је радио у Југопројекту, а од 1957. године је дошао на Архитектонски факултет у Београду најпре као асистент, а од 1973. као редовни професор. Био је члан дописни члан САНУ од 1976. и редовни од 1983. Његови радови се одликују прецизношћу и јасним пропорцијама.
Главна дела пројектовао је са арх. Иванком Распоповић: Музеј савремене уметности у Београду (Октобарска награда 1965. године), Спомен-музеј „21. октобар“ Крагујевац, стамбени солитери на Булевару револуције, Дом пионира у Београду, управна зграда Фабрике „Вискоза” у Лозници, Дом културе „Политика” у Крупњу и др.

## Галерија
- Музеј савремене уметности на Новом Београду
- Дом културе „Политика”